# Hibiscus minkebeensis
Hibiscus minkebeensis är en malvaväxtart som beskrevs av Burg. Hibiscus minkebeensis ingår i Hibiskussläktet som ingår i familjen malvaväxter. Inga underarter finns listade i Catalogue of Life.